# おーくん・あきら
おーくん・あきら（1955年8月30日 - ）は、日本のデザイナー、アートディレクター、デザイン教育者、大学教員。本名は、大久保 晃。元サンミュージックプロダクション所属。特定非営利法人「日本障害者芸術支援協会」理事長、湘南スタジオ代表。

## 経歴
東京都文京区出身。1974年、東京都立大泉高等学校卒業。1975年、筑波大学芸術専門学群入学。デザイン学者の高山正喜久に師事し、構成学を専攻する。筑波大学卒業後、特殊法人国際協力事業団（JICA・現在の国際協力機構）から中米のホンジュラス共和国に派遣され、ホンジュラス国立自治大学、ホンジュラス国立美術学校にて2年間デザイン教育に携わる。1981年に帰国後、デザイン業務、制作・発表とデザイン教育を続ける。作品は様々な素材メーカーから提供されたマテリアルを発想のモチベーションにして制作してきた。特にXEROXをはじめとする複写機メーカーのサポートを得ながらカラーコピーによる「COPY-ART」作品を展開した。公開制作では、Classの津久井克行やジャズミュージシャンの伊太地山伝兵衛、宇崎竜童、ゴダイゴの浅野孝巳他多くのミュージシャンのコンサートでの演奏に伴うライブペインティングを行ってきた。おーくん・あきらは「音楽や音を聴いていると色や形を感じることがあり、逆に色彩や造形物を見ているとメロディーやリズムが聴こえてくることがある」とよく言っていた。これは、クリエイティビティがシナスタジア（共感覚）と強く結びついていることを証明している。このことから、美術・音楽・デザインなどをカテゴライズせずにそれぞれを自由に飛び交う感覚を持つことが表現には大切だと考えて、その礎となる「造形」というキーワードを研究・教育してきた。

## 年譜
- 1981年-トキワ松学園女子短期大学造形美術科専任講師
- 1982年-宇都宮デザイン電子専門学校ビジュアルデザイン学科特別講師
- 1983年-東京コミュニケーションアート専門学校広報科・イラストレーション科非常勤講師
- 1984年-資生堂美容技術専門学校非常勤講師
- 1995年-御茶ノ水美術学院グラフィックデザインコース非常勤講師
- 1997年-横浜美術短期大学（現在の横浜美術大学）造形美術科ライブデザインコース助教授
- 1998年-東京家政大学服飾美術科・大学院服飾美術専攻非常勤講師
- 1999年-文化女子大学文学部ファッションデザインコース非常勤講師
- 2000年-東京造形大学メディアデザイン専攻非常勤講師
- 2001年-桑沢デザイン研究所教授
- 2002年-博士（Ph.D.、イリガン工科大学）
- 2004年-日本美術専門学校グラフィックデザイン科客員講師
- 2005年-玉川大学芸術学部兼任講師
- 2006年-群馬大学教育学部兼任講師
- 2009年-青山学院大学大学院総合文化政策学研究科兼任講師
- 2013年-自身の双極性障害発症を機に、特定非営利法人「OKUNファンデーション・日本障害者芸術支援協会」を設立、理事長に就任

## 研究分野
- 基礎造形教育研究（造形教育における素材と発想）
- デザインワークショップ研究（障害者によるデザイン表現の可能性）
- 障害者芸術教育（クリエイティブ・イルネス）

## 所属学会
- 一般社団法人日本デザイン学会JSSD 正会員
- 一般社団法人日本基礎造形学会 正会員

## 著書・論文

### 著書
- 「COPY-ART by OKUN」（XEROXシステムセンター、1979年）
- 「ART WORK」作品集（共著）30号〜40号（フライコミュニケーション、1989年〜1994年）
- 「ARTE PARA NIÑO/子供のための美術」（共著/スペイン語）（国際協力事業団、1981年)
- 「90人のイラストレーターによるGODDILA」（共著）（創樹社、1998年）
- 「色彩体系-Color System」（共著）（一般財団法人 日本色彩研究所、2006年）
- 「デザインのコラソン」（紫峰図書、2007年）ISBN978-4-915911-57-6
- 「造形の基礎7週間」（玉川大学出版部、2009年）
- 「美術科教育の基礎知識」(共著）（建帛社、2010年）ISBN97847679210131

### 論文
- 「中米のデザイン観とその教育」（トキワ松学園女子短期大学研究紀要、1985年）
- 「造形美術の3H」（日本私立短期大学協会美術教育研究委員会論文集、1986年）
- 「COPY-ART/複写機器の情報媒体としての可能性」（トキワ松学園女子短期大学研究紀要、1990年）
- 「COPY-ART/複写機器の表現素材としての可能性」（トキワ松学園女子短期大学研究紀要、1991年）
- 「新しいデザイン教育のために-創造を忘れた子供達」（横浜美術短期大学研究紀要、1993年）
- 「デザインと発想の世界/素材が発想へ及ぼす要因」（横浜美術短期大学研究紀要、1995年）
- 「デザインのエレメントと素材」（横浜美術短期大学研究紀要、1997年）
- 「デザイン表現における素材と発想の関係」（桑沢デザイン研究所研究レポート、2001年）
- 「障害者によるデザインワークショップの方法研究」（桑沢デザイン研究所研究レポート、2003年）
- 「障害者によるワークショップ運営のための方法研究」（桑沢デザイン研究所研究レポート、2004年）
- 「障害者によるデザインワークショップの方法研究」（専修学校研究奨励事業研究紀要2004年）
- 「版表現研究/茅ヶ崎市美術館企画展開催報告」（桑沢デザイン研究所研究レポート、2005年）
- 「ワークショップの可能性/研究・活動報告」（桑沢デザイン研究所研究レポート、2006年）
- 「アイソメトリックアート制作・研究」（桑沢デザイン研究所研究レポート、2007年）
- 「グラフィック表現における人工漆の可能性」（桑沢デザイン研究所研究レポート、2008年）
- 「版表現研究/木版裏彩色技法研究」（桑沢デザイン研究所研究レポート、2009年）
- 「版表現研究/モノタイプ技法研究」（桑沢デザイン研究所研究レポート、2010年）
- 「アート＆デザイン教室の監修とカリキュラム研究」（桑沢デザイン研究所研究レポート、2012年）
- 「人工漆による表現技法研究」（桑沢デザイン研究所研究レポート、2014年）
- 「クリエイティブ・イルネス-創造の病」（桑沢デザイン研究所研究レポート、2017年）
- 「DECOの襲来/デコラティブの造形的感覚を考察する」（桑沢デザイン研究所研究レポート、2018年）

## 主な個展
- 「OKUN COPY-ART展」（晴海国際見本市会場/第52回ビジネスショー招待展示、1977年）
- 「OKUN COPY-ART展」（筑波大学会館ギャラリー、1977年）
- 「OKUN COPY-ART展」（池袋西武百貨店、1978年）
- 「おーくん・あきら彫り出し物展」（池袋西武百貨店、1980年）
- 「AQUIRA・OKUN EXPO.」(中米サロン・デ・ベリャスアルテス、1981年）
- 「OKUN展」（玉川学園・画麗利亜、1983年）
- 「おーくん・あきら ペーパーワークショー」（有楽町西武・マリオン、1987年）
- 「おーくん・あきらCOPY-ART展」（渋谷東急ワン・オー・ナイン、1988年）
- 「おーくん・あきら ペーパーワークショー」（渋谷東急ワン・オー・ナイン、1988年）
- 「おーくん・あきらCOPY-ART展」（原宿グラフィックステーション、1988年）
- 「おーくん・あきらCOPY-ART展」（船橋西武百貨店、1988）
- 「おーくん・あきらCOPY-ART展」（ラフォーレミュージアム赤坂、1988年）
- 「おーくん・あきらCOPY-ART展」（川崎西武百貨店、1990年）
- 「おーくん・あきらイラストレーション展」（川崎西武百貨店、1991年）
- 「AQUIRA-OKUN反省の15年展」（相鉄文化会館/相鉄ギャラリー、1993年）
- 「おーくん・あきらグラフィックファニチャー展」（池袋LOFT、1994年）
- 「OKUNドローイング展」（銀座ギャラリーミハラヤ、1995年）
- 「おーくん・あきらラテンのコテン展」（東京コミュニケーションアート展示ホール、1995年）
- 「おーくん・あきらCOPY-ART展」（原宿グラフィックステーション、1995年）
- 「OKUNと1ダースの仲間たち展」（青山パステルミュージアム、1998年）
- 「おーくん・あきらデザインワーク展」（茅ケ崎市美術館、1999年）
- 「おーくん・あきらの版世界展」（茅ケ崎市美術館、2006年）
- 「おーくん・あきら<レッドカシューの女たち>展」（京都・山総美術、2008年）
- 「おーくん・あきら・エロティックドローイング展」（渋谷ギャラリーmu、2010年）
- 「おーくん・あきら・エロティックドローイング展」（八王子ギャラリー、2012年）
- 「おーくん・あきら・2,5次元の世界-BOX ART展」（鎌倉・ギャルリーVIVANT、2024年）

## 企画・招待展
- 「クリエーター100人展」（池袋西武百貨店、1979年）
- 「ペーパーワーク9人展」（渋谷西武百貨店、1980年）
- 「クリスマスアート展」（池袋西武百貨店、1984年）
- 「ギフトデザイン展」（池袋西武百貨店、1985年）
- 「クリエーターズ・オルゴールフェスタ」（池袋西武百貨店、1986年）
- 「空間を造形しよう展」（練馬区立美術館、1986年）
- 「クリエーターズ・クロックフェスタ」（渋谷西武百貨店、1986年）
- 「COLOR-COPY展」（銀座ギャラリー仲沢、1986年）
- 「クリエーターズスペース300回記念展」（池袋西武百貨店、1986年）
- 「FIESTA展」（船橋西武百貨店、1987年）
- 「メールアート展」（川崎西武百貨店、1988年）
- 「アートワークス展-百花繚乱」（ギンザ・グラフィック・ギャラリー、1988年）
- 「干支デザイン展」（池袋西武百貨店、1982〜1989年）
- 「メールアート展」（川崎西武百貨店、1988年）
- 「アートワークス展-GOD」（新宿オルタナティブミュージアム、1989年）
- 「セカンドアニュアル ミニプリント エキシビジョン」（米・ナパアートセンター）
- 「90人のイラストレーターによるGODDILA展」（青山パステルミュージアム、1998年）
- 「CATS ART展」（青山パステルミュージアム、1998年）
- 「これからのずれ方展」（SK画廊、ゲスト出品、2002年）
- 「ハンガーアート展」（LIVING DESIGN CENTER OZONE、2003年）
- 「基礎造形教育展」（八王子市夢美術館、2004年）
- 「日美展」（埼玉県立近代美術館、2005年）
- 「カエル展」（松屋銀座店、2005年）
- 「ようこそデザイナー展」（茅ケ崎市美術館、2008年）
- 「基礎造形展」（桑沢デザイン研究所、2008年）
- 「ようこそデザイナー展」（茅ケ崎市美術館、2008年）
- 「佐藤栄太郎とアーティストたち」（財団法人サトエ記念21世紀美術館、2009年）
- 「明日をみつめる芸術展」（古河街角美術館、2012年）
- 「空想の動物たち展」（鎌倉・ギャルリーVIVANT、2024年）

## 講演・シンポジウム
- 講演「デザイナーの仕事」（主催：横浜市、1985年）
- 講演「デザインの面白さ」（主催：横浜市、1987年）
- 講演「観察と造形」（主催：資生堂ビューティークリエーション研究所、1988年）
- 講演「デザインと発想の世界」（主催：茅ケ崎市教育委員会、1993年）
- パネルディスカッション「デザイン的生活」（主催：トキワ松学園女子短期大学、参加パネラー：岩沢幸矢、高橋章子他、1994年）
- パネルディスカッション「私のデザイン」（主催：トキワ松学園女子短期大学、参加パネラー：中野裕通、1994年）
- 講演「デザインと発想の世界」（主催：高崎市、1994年）
- 講演「デザインと発想の世界」（主催：富士通総合デザイン研究所、1994年）
- シンポジウム「デザインとは何？」（主催：トキワ松学園女子短期大学、参加ゲスト：山本コウタロー
- 公開制作「ラテンのコテン」（主催：東京コミュニケーションアート、コラボレーション：伊太地山伝兵衛、1995年）
- 公開制作「カーペイント」（主催：東京デジタルホン、渋谷PARCO、1997年）
- 公開制作「音と色」（主催：福岡コミュニケーションアート、コラボレーション：津久井克行、琢磨仁、1998年）
- 公開制作「LONG PAINT」（横浜ランドマークタワー・ドックヤードガーデン、コラボレーション：ハーフムーン、宇崎竜童）
- 講演「デザインと発想の世界」（主催：積水ハウス株式会社、1998年〜1999年、全10回）
- 講演・ワークショップ「デザインとは何か」（主催：早稲田大学学生会、2003年）
- 講演・ワークショップ「色を楽しむ」（主催：八王子市夢美術館、2003年）
- 講演・ワークショップ「色彩の世界-色でいろいろ」（主催：茅ケ崎市美術館、2006年）
- 講演・ワークショップ「テクスチャーの世界」（主催：茅ケ崎市美術館、2007年）
- 講演・ワークショップ「色で遊ぶ-色材表現」（主催：ヤマハ株式会社、2010年）
- 講演「デザインと発想の世界」（主催：古河市、2013年）
- 講演「デザインと発想の世界」（主催：東京文具工業連盟、2020年）

## デザインワーク
- 横浜駅開発地域の環境壁画デザイン（横浜市、1983年）
- 月刊「LATINA」タイトルデザイン、表紙フォーマットデザイン（中南米音楽社、1983年）
- 新譜アルバム・CDジャケットイラストレーション・デザイン（ザバダック、東芝EMI、1986年）
- 資生堂コルポコンポアートスペース展示企画・ディレクション（株式会社資生堂、1986年〜1988年）
- ライブステージデザイン「ラチエンボーイクラブコンサート」（芝浦・TANGO、1988年）
- 渋谷「せいよう広場」店内ディスプレイ（渋谷レストラン「せいよう広場」、1988年）
- カネボウ化粧品「サマーコスメティックシリーズ」デザイン（カネボウ株式会社、1988年）
- 船橋西武百貨店フロアディスプレイ（船橋西武百貨店、1988年）
- ラフォーレミュージアム赤坂でのミュージカル媒体デザイン・会場エントランスディスプレイ（TSダンスファンデーション、1988年）
- モーツアルト没後200年企画10枚組CDジャケットデザイン（株式会社アポロン、1990年）
- レストラン「STARFISH CAFE」（神奈川県藤沢市）内装デザイン（株式会社ショークエスト、1990年）
- 「サーフ’90」メインキャラクターデザイン（神奈川県、1990年）
- 神奈川県行政デザイン展ポスター・媒体デザイン（神奈川県、1990年）
- 再生段ボールによるカートンファニチャーデザイン（株式会社プレステージジャパン、1993年）
- 月刊「湘南あるく」表紙デザイン・イラストレーション（湘南海童社、1993年）
- 筑摩学芸文庫カバーデザイン・イラストレーション「空間の経験-イーフー・トウアン著」（筑摩書房、1993年）
- カートンファニチャーによるテレビセットデザイン（NHK衛星、1994年）
- 第1回アート＆ミュージックフェスティバルポスター・ステージデザイン（平塚ステーションビル・LASKAホール、1996年）
- リストウオッチデザイン（シチズン時計株式会社、1997年）
- J-PHONEキャンペーンディスプレイ 渋谷PARCOイベントスペース（東京デジタルホン株式会社、1997年）
- 東名高速足柄サービスエリアスペースのディスプレイ（財団法人日本道路公団、1997年）
- 東京国際フォーラム「東京ストリートスタイル展」媒体デザイン（東京都、1997年）
- CDロム「舞踏家伝」への作品提供（和栗由紀夫＋好善社、株式会社ジャストシステム、1998年）
- 「WAO！デジタルクリエーターカレッジ」造形発想・デッサン講座ディレクション、講師（教育総研、1999年）
- 桑沢デザイン研究所学校案内デザイン（学校法人桑沢デザイン研究所、2003年）
- 茅ヶ崎市美術館「ようこそデザイナー展」展示ディレクション、ワークショップコーディネート　（2008年）
- 理化学研究所エントランスディスプレイ（理化学研究所、2008年〜2009年）
- 色彩講座「色彩とデザイン」（日本色彩検定協会、2010年）
- YAMAHA「アート＆デザイン教室」開設計画、ディレクション、カリキュラム制作、講師育成、指導（一般財団法人ヤマハ音楽振興会、2010年〜2013年）
- 佐藤太清記念美術館ミュージアムグッズデザイン（福知山市立佐藤太清記念美術館、2013年）
- 演劇公演ノベルティーデザイン「猫と月の手拭い」（演劇集団シャムロック・リンクス、2023年）

## 審査委員・役職
- 1985年　国際協力事業団jocvシンボルマークデザインコンペ審査委員（国際協力事業団）
- 1990年　ライトアート大賞審査委員（国際芸術文化振興会/ダイセルクラフト化学工業株式会社）
- 1994年　神奈川県行政デザイン展審査委員長（神奈川県）
- 1995年　東京都デザイン高度化計画事業専門委員（東京都、〜1996年）
- 1997年　東京ストリートスタイル展・デザインアワード審査委員（東京国際フォーラム）
- 2001年　サンテグジュペリ・星の王子さま絵画大賞審査委員長 （箱根☆サン=テグジュペリ星の王子さまミュージアム）
- 2002年　2002中本誠司記念現代アート公募展審査委員 （中本誠司美術館）

## 作品収蔵
- 茅ヶ崎市美術館
- ホンジュラス共和国文部省
- ロサンゼルス現代美術館

## 受賞
- 第1回東急環境イラストレーション大賞（大賞、主催：東急建設株式会社、1983年）
- 第1回神奈川県国際版画展（入賞、主催：神奈川県、1990年）
- The 2nd Annual Miniprint Exibition （入賞、主催：ナパ・アートセンターUSA、展示会場：ジェニファーギャラリーUSA、1992年）
- 日本赤十字社金色有功章（公益財団法人日本赤十字社、2017年）

## 出演

### テレビ
- 「世界と日本」ゲスト（NHK教育、1982年）
- 「情報見聞録/ワールドトラベル」ゲスト（NHK衛星、1994年）
- 「おはよう！ナイスデイ」ゲストコメンテーター（フジテレビ、1994年〜1995年）
- 「カフェシティー・ヨコハマ」ゲスト（テレビ神奈川、1995年）
- 「ニュースプラス1」インタビュー（日本テレビ、1995年）
- 「トウナイト2」ゲスト（テレビ朝日、2001年）
- 「TOKYO TODAY」ゲスト（J-WAVE、1999年）

### ラジオ
- 「アイ・ラブ・シティー」パーソナリティー（エフエムナックファイブ、1994年）
- 「サウンド・ビエンテ」パーソナリティー（FM横浜、1995年）
- 「アート&ミュージック」パーソナリティー（FM湘南ナパサ、1995年〜1997年）
- 「オーシャンビュー」ゲスト（FM東京、1996年）